# Al-Mustakfí I (abbàssida del Caire)
Abu-r-Rabí Sulayman al-Mustakfí bi-L·lah —àrab: أبو الربيع سليمان المستكفي بالله, Abū-r-Rabīʿ Sulaymān al-Mustakfī bi-Llāh—, més conegut pel seu làqab com a al-Mustakfí I (1285-1340), fou califa abbàssida del Caire (1302-1340), sota la tutela dels mamelucs d'Egipte.